# Ede Komáromi
Ede Komáromi (nacido el 25 de agosto de 1928 en Szeged, Hungría) es un exjugador húngaro de baloncesto. Consiguió 1 medalla de plata en el Eurobasket de la Unión Soviética de 1953 con Hungría. 